# Wellsville (villa)
Wellsville es una villa ubicada en el condado de Allegany en el estado estadounidense de Nueva York. En el año 2000 tenía una población de 5,171 habitantes y una densidad poblacional de 837 personas por km².

## Geografía
Wellsville se encuentra ubicada en las coordenadas 42°7′18″N 77°56′49″O / 42.12167, -77.94694.

## Demografía
Según la Oficina del Censo en 2000 los ingresos medios por hogar en la localidad eran de $24,075, y los ingresos medios por familia eran $36,345. Los hombres tenían unos ingresos medios de $32,950 frente a los $23,654 para las mujeres. La renta per cápita para la localidad era de $16,950. Alrededor del 18.9% de la población estaban por debajo del umbral de pobreza.